# مسئله کارفرما - کارگزار
مسئله کارفرما-کارگزار یکی از مسائل پرکاربرد در علوم سیاسی و علم اقتصاد است. این مسئله زمانی رخ می‌دهد که یک گروه (کارفرمایان) اختیاراتی را به گروه دیگر (کارگزاران) تفویض می‌کند؛ ولی از آنجا که منافع این دو گروه الزاماً هم‌سو نیستند، ممکن است کارگزاران، تصمیماتی را اتخاذ کنند که مطلوب کارفرمایانشان نباشد؛ به این ترتیب، تعارض منافع این دو گروه، منجر به ایجاد مسئله کارفرما- کارگزار می‌شود.
مدل کارفرما-کارگزار کاربردهای زیادی در دنیای واقعی دارد که روابط سهام‌داران (کارفرمایان) و مدیر (کارگزار)، مدیر (کارفرما) و کارمند (کارگزار)، بیمار (کارفرما) و پزشک (کارگزار)، دانش‌آموز (کارفرما) و معلم (کارگزار)، بنگاه انحصار کامل (کارفرما) و مشتریان (کارگزاران) و بیمه‌گر (کارفرما) و بیمه‌گزار (کارگزار) و… از آن جمله هستند. یک گروه ممکن است در موقعیتی، کارفرما و در موقعیت دیگر کارگزار باشد. برای مثال مدیر یک بنگاه در مقابل سهام‌داران بنگاه، کارگزار و در مقابل کارمندان بنگاه، کارفرما است.

## مثال‌هایی از کاربردهای مدل کارفرما-کارگزار
| نوع پنهان               | اقدام پنهان             | کارگزار  | کارفرما           |
| مهارت‌های مدیریتی        | تلاش، تصمیمات اجرایی    | مدیر     | سهامداران         |
| مهارت شغلی              | تلاش                    | کارمند   | مدیر              |
| دانش پزشکی، وخامت اوضاع | تلاش، تجویزهای غیرضروری | پزشک     | بیمار             |
| ارزش‌گذاری کالا          | کیفیت جنس               | مشتریان  | بنگاه انحصار کامل |
| شرایط پیشینی            | فعالیت ریسکی            | بیمه‌گزار | بیمه‌گر            |
| اخلاق                   | بزهکاری                 | کودک     | والدین            |
| دانش از موضوع           | آمادگی، میزان صبوری     | معلم     | دانش‌آموز          |

در نظام‌های دموکراتیک نیز این مسئله می‌تواند رخ دهد؛ زیرا ممکن است، سیاستمداران با هدف انتخاب مجدد اقداماتی را انجام دهند که با منافع رای‌دهندگان حوزهٔ انتخابی‌شان سازگار نباشد. چون بر خلاف اقتصاددانان که طرح‌ها را تا جایی پیشنهاد می‌دهند که منفعت نهایی آن‌ها با هزینهٔ نهایی‌شان برابر شود، سیاستمداران به دنبال سیاست‌ها و طرح‌هایی هستند که شانس انتخاب مجددشان را افزایش می‌دهند.
در مواردی که پزشکان از خدمات یا داروهایی که برای بیمار تجویز می‌کنند، سودی به دست می‌آورند، نیز این مسئله رخ می‌دهد؛ از آنجا که بیمار اطلاعاتی در مورد داروها یا تجهیزات پزشکی پیچیده ندارد، پزشک انگیزه خواهد داشت که خدمات درمانی بیشتری را برای بیمار تجویز کند. برای مثال، در ایالات متحدهٔ آمریکا که بسیاری از پزشکان به ازای هر عمل جراحی، دستمزد دریافت می‌کنند، تعداد اعمال جراحی بیشتر از کشورهایی است که در آن‌ها پزشکان معمولاً دستمزد خود را به صورت سالیانه دریافت می‌کنند. همچنین پزشکانی که خود دستگاه اشعهٔ X دارند، چهار برابر بیشتر از پزشکانی که بیماران را به رادیولوژیست می‌فرستند، گرفتن عکس رادیولوژی را تجویز می‌کنند.
در آزمایشی که لو (۲۰۱۱) انجام داد، پزشک از بیمهداشتن یا بیمه‌نداشتن بیمار مطلع بود و همچنین می‌دانست که آیا بیمار قصد دارد داروی تجویزی را از بیمارستان بخرد (که در این صورت پزشک درصدی از آن نسخه را کسب می‌کرد) یا آن را از خارج از بیمارستان (که در این حالت پزشک هیچ مبلغی بابت نسخه دریافت نمی‌کرد) تهیه کند. لو از پزشکان زیادی خواست تا در چهار حالت زیر، برای یک بیمار، درمانی را پیشنهاد کنند:
1. دارای بیمه است و از بیمارستان خرید می‌کند.
2. دارای بیمه است و از خارج بیمارستان خرید می‌کند.
3. بدون بیمه است و از بیمارستان خرید می‌کند.
4. بدون بیمه است و از خارج بیمارستان خرید می‌کند.

اگر اولویت اول پزشک، دریافت هرچه بیشتر پول باشد، احتمالاً برای بیمارانی که بیمه هستند و از بیمارستان خرید می‌کنند، موارد بیشتری را تجویز می‌کند. این تجویز بیش از حد، اقدامی پنهانی است که کژمنشی ایجاد می‌کند.
لو نشان داد پزشکانی که برای نسخه‌های خود مبلغی دریافت نمی‌کردند، برای بیماران صرف‌نظر از آن‌که دارای بیمه یا فاقد بیمه باشند، داروهای یکسانی تجویز می‌کردند. اما اگر پزشکان برای نسخه‌های خود مبلغی دریافت می‌کردند، برای افراد دارای بیمه، داروهایی را تجویز می‌کردند که به طور میانگین ۴۳٪ پرهزینه‌تر از داروهای تجویز شده برای بیماران بدون بیمه بود. همچنین بسیاری از این داروهای اضافی، با توجه به شرایط بیمار، توجیه پزشکی نداشتند.

## برنامه پرداخت انگیزشی
هدف بنگاه (کارفرمایان) بیشینه‌کردن سود بنگاه است و با داشتن این انگیزه، به دنبال پیدا کردن راهی برای حل مسئله کارفرما-کارگزار هستند. یکی از گزینه‌ها زیرنظر گرفتن کارگزاران است که البته دشوار و پرهزینه است. استخدام کارگری دیگر برای انجام این کار نیز، جدای از هزینه‌بر بودن، مسئلهٔ کارفرما-کارگزار را تکرار می‌کند. گزینهٔ دیگر، استفاده از برنامه‌های پرداخت انگیزشی است؛ به این صورت که پرداخت به کارگزار را بیش از پیش به محصول و عملکرد بنگاه وابسته شود. برنامه پرداخت انگیزشی می‌تواند شامل: کمیسیون، پاداش، اختیار معاملهی سهام، تقسیم سود و پرداخت بر اساس نرخ تولید، باشد.
- پرداخت بر اساس نرخ تولید: اگر تعداد محصولی که کارگر در واحد زمان تولید کرده‌است، قابل مشاهده باشد می‌توان از این روش استفاده کرد. برای مثال اگر کارفرما بخواهد به میوه‌چین‌ها دستمزد پررداخت کند، می‌تواند به راحتی، با شمارش صندوق میوه‌های چیده‌شده، دستمزد هر کارگر را محاسبه کند.
- کمیسیون: بر خلاف حالت قبل، حق کمیسیون متناسب با میزان فروش است. برای مثال کارگزاران بیمه و کارگزاران بورس معمولاً درصدی از فروش خود را به عنوان کمیسیون دریافت می‌کنند.
- پاداش، اختیار معاملهٔ سهام و مشارکت در سود: پاداش، پرداختی اضافه بر دستمزد سالانهٔ کارگزار است و بر اساس عواملی چون عملکرد یک کارگزار، گروهی از کارگزاران یا عملکرد کل بنگاه، پرداخت می‌شود. برای مثال ممکن است یک مدیر مالی به دلیل عملکرد واحد تحت نظر خود، پاداش دریافت کند. اختیار معاملهٔ سهام به کارگزاران اجازه می‌دهد تا سهام بنگاه کارفرمای خود را در قیمتی ثابت بخرند؛ بنابراین هرگاه قیمت سهام بنگاه رشد کند، آن‌ها می‌توانند آن سهام را با قیمت ارزان بخرند. در مدلِ مشارکت در سود، درصدی از سود بنگاه به کارگزاران بنگاه اختصاص داده می‌شود.[۱]

## انواع قراردادها
هرگاه بازار رسمی وجود داشته باشد کارفرما می‌تواند بدون بررسی ویژگی‌های اختصاصی کارگزار، کالا یا خدمت مورد نظر خود را به قیمت بازار تهیه کند؛ در این حالت امکان بروز فرصت‌طلبی وجود ندارد. امّا هنگامی که مبادله در خارج از بازارهای رسمی انجام می‌شود، یعنی جایی که کارفرما و کارگزار با هدف کاهش فرصت‌طلبی، بر روی قراردادی اختصاصی توافق می‌کنند، قرارداد مابین کارفرما و کارگزار، چگونگی تقسیم حاصل رابطهٔ آن‌ها را مشخص می‌کند. سه نوع متداول قراردادها، قراردادهای دستمزدثابت، استخدامی و مشروط هستند.

### قرارداد دستمزدثابت
در این نوع قرارداد، پرداخت به کارگزار (F)، مستقل از اقدامات کارگزار (a)، حالت طبیعت ({\displaystyle \theta })، یا نتیجه ({\displaystyle \pi }) است. کارفرما ماندهٔ سود ({\displaystyle \theta (a,\theta )-F}) را کسب می‌کند. حالت دیگر این است که کارفرما مقدار ثابتی دریافت کند و کارگزار، مانده سود را صاحب شود. برای مثال، کارگزار اجارهٔ ثابتی را برای استفاده از ملک کارفرما، به او پرداخت می‌کند و مابفی سود به او می‌رسد.

### قرارداد استخدامی
در این نوع قرارداد، میزان پرداخت به کارگزار متناسب با آن اقدامات او است که برای کارفرما قابل مشاهده هستند. دو نوع متداول قراردادهای استخدامی، دستمزد کارمندان را بر اساس ساعات کار یا تعداد محصول تولیدشده پرداخت می‌کنند. اگر دستمزد هر ساعت کار کارگزار w باشد و او a ساعت کار کند (یا a واحد تولید کند) کارفرما به او wa را پرداخت می‌کند و عایدی خود کارفرما  {\displaystyle \pi (a,\theta )-wa} خواهد بود.

### قرارداد مشروط
در این نوع قرارداد، عایدی هر گروه به حالت طبیعت بستگی دارد. در زمان بستن قرارداد، حالت طبیعت برای گروه‌ها معلوم نیست. برای مثال نفر اول با نفر دوم توافق می‌کند که در صورت بارش باران، مبلغ بیشتری را برای تعمیر سقف به او پرداخت کند. یک نوع از قرارداد مشروط، قرارداد مشارکتی است که در آن، عایدی هر شخص بخشی از سود کل (که قابل مشاهده است) خواهد بود. برای مثال نفر اول خانهٔ نفر دوم را برای او به مقدار {\displaystyle \pi (a,\theta )} واحد پول، می‌فروشد و حق کمیسیونی برابر با ۷ درصد، {\displaystyle 0.07\pi (a,\theta )} عاید خودش و بقیه یعنی {\displaystyle 0.93\pi (a,\theta )} عاید نفر دوم می‌شود.

## اطلاعات اختصاصی کارگزار
معمولاً عدم تقارن اطلاعاتی به نفع کارگزار وجود دارد. یعنی کارگزار اطلاعاتی دارد که در اختیار کارفرما نیستند. کارگزار بر اساس این اطلاعات اختصاصی، تصمیماتی را اتخاذ می‌کند تا منافع خود را تأمین کند؛ حتی اگر این تصمیمات به نفع کارفرما نباشد. عدم تقارن اطلاعات به دو شکل متفاوت رابطه کارفرما-کارگزار را تحت تأثیر قرار می‌دهد که آنها را با استفاده از دو مدل زیر بررسی می‌کنیم:

### مدل اقدامات پنهانی
در این مدل، کارفرما نمی‌تواند اقداماتی را که کارگزار در طول دورهٔ قرارداد انجام می‌دهد، مستقیماً مشاهده کند بلکه تنها قادر است نتایج اقدامات کارگزار را ببیند. برای مثال در خیلی از موارد مدیر (کارفرما) قادر نیست میزان تلاش کارمندان (کارگزاران) را به صورت مستقیم مشاهده کند و صرفاً می‌تواند بر مبنای میزان سود بنگاه که برای او قابل مشاهده است، در مورد میزان تلاش کارگزار قضاوت کند. این وضعیت به کارمندان امکان می‌دهد تا کم‌تر از آنچه در قراردادشان قید شده، تلاش کنند. مدل اعمال پنهانی، مدل کژمنشی نیز خوانده می‌شود.

#### رابطه مالک-مدیر
بنگاهی، با یک مالک و یک مدیر را در نظر می‌گیریم. مالک قرارداد را به مدیر پیشنهاد می‌دهد و مدیر تصمیم می‌گیرد که قرارداد را رد یا قبول کند و در صورت پذیرش، میزان تلاش ۰≤e را انتخاب کند. افزایش تلاش موجب افزایش سود ناخالص πg (بدون در نظر گرفتن پرداخت‌ها به مدیر) بنگاه می‌شود و برای مدیر، هزینه دارد.
سود ناخالص بنگاه:   {\displaystyle \pi _{g}=e+\epsilon }
که ε متغیر تصادفی با توزیع نرمال و میانگین صفر و واریانس σ2 است و نشاندهندهٔ عوامل اقتصادی خارج از اختیار مدیر است.
عدم مطلوبیت متحمل شدن تلاش c(e) برای مدیر اکیداً افزایشی c'(e)>0 و اکیداً محدب c''(e)>0 است.
اگر s دستمزد (بسته به آنچه مالک می‌تواند مشاهده کند، می‌تواند وابسته به میزان تلاش و/یا سود ناخالص باشد) باشد و مالک (که معمولاً مجموعه‌ای از سهامداران با سبدهای متنوع است) ریسک‌خنثی باشد؛ سود خالص πn به این صورت تعریف می‌شود:  {\displaystyle \pi _{n}=\pi _{g}-s} مالک که در مقابل ریسک‌خنثی است، می‌خواهد مقدار انتظاری سود خالص خود را حداکثر سازد:   {\displaystyle E(\pi _{n})=E(e+\epsilon -s)=e-E(s)}
مطلوبیت انتظاری مدیر ریسک‌گریز با پارامتر ریسک‌گریزی مطلق A>0 مطابق این رابطه است:    {\displaystyle E(U)=E(s)-AVar(s)/2-c(e)}

##### اطلاعات کامل
اگر اطلاعات کامل بود، در صورت انجام تلاش، مالک به مدیر دستمزد ثابت را پرداخت می‌کرد. با جایگذاری {\displaystyle E(S^{*})=s^{*}} و قرار دادن واریانس برابر با صفر، شرط اینکه مدیر، قرارداد را بپذیرد این است که مطلوبیت انتظاری او بیش از پیشنهاد شغلی دیگر او (که در اینجا آن را برابر با صفر در نظر گرفتیم) باشد: {\displaystyle E(U)=s^{*}-c(e^{*})>=0} شرط بالا قید مشارکت نامیده می‌شود که شرط شرکت کردن کارگزار در قرارداد است. مالک کمترین مقدار دستمزدی را که در رابطهٔ بالا، یعنی {\displaystyle s^{*}=c(e^{*})} صدق می‌کند، به مدیر پرداخت می‌کند؛ بنابراین سود خالص مالک مطابق رابطهٔ مقابل خواهد بود:   {\displaystyle E(\pi _{n})=e^{*}-c(e^{*})} پس با محاسبهٔ شرط مرتبهٔ اول، در نقطهٔ بهینه، مقدار هزینهٔ نهایی تلاش برابر با نفع نهایی ۱ خواهد بود یعنی: {\displaystyle c^{'}(e^{*})=1}

##### اقدامات پنهانی
امّا در صورتی که مالک قادر به مشاهدی تلاش مدیر نباشد، اقدام پنهانی امکان‌پذیر می‌شود و امکان عقد قرارداد مشروط به میزان تلاش میسر نخواهد بود. اما اگر دستمزد مدیر وابسته به سود ناخالص بنگاه باشد، مالک می‌تواند از آن طریق، انگیزهٔ تلاش بیشتر را برای مدیر ایجاد کند.
کارفرما می‌تواند دستمزدی را پیشنهاد کند که با سود ناخالص رابطهٔ خطی دارد: {\displaystyle s(\pi _{g})=a+b\pi _{g}} و در آن، a قسمت ثابت دستمزد و b شیب (قدرت) برنامهٔ انگیزشی است. با افزایش b به ۱، انگیزهٔ بیشتری برای مدیر ایجاد خواهد شد. a را می‌توان پایهٔ حقوق و b را پرداخت در قالب سهام، اختیار معاملهی سهام یا پاداش عملکرد در نظر گرفت.
رابطهٔ بین مالک و مدیر را می‌توان به عنوان یک بازی سه‌مرحله‌ای در نظر گرفت. در مرحلهٔ نخست، مالک دستمزد (a و b) را تعیین می‌کند. در مرحلهٔ دوم مدیر تصمیم به رد یا پذیرش قرارداد می‌گیرد و در مرحلهٔ آخر، در صورت پذیرش قرارداد، تصمیم می‌گیرد که چه میزان تلاش کند. تعادل نش زیربازی کامل را با استفاده از استقرای معکوس به‌دست می‌آوریم. پذیرش قرارداد و مقدار {\displaystyle a+b\pi _{g}} را مفروض می‌گیریم و میزان تلاش انتخابی مدیر را پیدا می‌کنیم. مطلوبیت انتظاری مدیر مطابق رابطهٔ مقابل است: {\displaystyle E(a+b\pi _{g})-AVar(a+b\pi _{g})/2-c(e)}
از آنجا که {\displaystyle E(a+b\pi _{g})=a+be} و {\displaystyle Var(a+b\pi _{g})=Var(a+be+b\epsilon )=b^{2}\sigma ^{2}} است، مطلوبیت انتظاری مدیر برابر خواهد بود با: {\displaystyle a+be-Ab^{2}\sigma ^{2}/2-c(e)}
طبق شرط مرتبهٔ اول برای e، حداکثر مطلوبیت انتظاری مدیر در صورتی رخ خواهد داد که رابطه مقابل برقرار باشد: {\displaystyle c^{'}(e)=b} از آنجا که {\displaystyle c} محدب است هزینهٔ نهایی تلاش در e صعودی است بنابراین با بیشتر شدن b، مدیر تلاش بیشتری خواهد کرد. تلاش مدیر تنها به شیب b وابسته است و به a وابسته نبست. در مرحلهٔ دوم، مدیر در صورتی که مطلوبیت انتظاریش نامنفی باشد، قرار داد را می‌پذیرد: {\displaystyle a>=c(e)+Ab^{2}\sigma ^{2}/2-be} بنابراین برای پذیرش قرارداد، قسمت ثابت دستمزد باید به اندازهٔ کافی بزرگ باشد. حال به مرحلهٔ نخست و تصمیم مالک نسبت به a و b می‌رسیم؛ هدف مالک آن است که مازاد انتظاری خود، یعنی  {\displaystyle e(1-b)-a} را با دو قید زیر حداکثر کند:
- پذیرش قرارداد در مرحلهٔ دوم که قید مشارکت نامیده می‌شود.
- میزان تلاش انتخابی مدیر، که آن را طوری انتخاب می‌کند که خودش بیشترین مطلوبیت را کسب کند و قید سازگاری انگیزه نامیده می‌شود.

با لحاظ این دو قید، مازاد مالک به عنوان تابعی از تلاش مدیر به‌دست می‌آید: {\displaystyle e-c(e)-A\sigma ^{2}[c^{'}(e)]^{2}/2}  تلاش **e شرط مرتبهٔ اول را برآورده می‌کند و مقدارش کوچکتر از ۱ است و در نتیجه، در این حالت، یعنی وقتی اطلاعات نامتقارن است، تلاش تعادلی کمتر از حالت قبل می‌شود.

### مدل انواع پنهانی
بر خلاف مدل اقدامات پنهانی که کارگزار دربارهٔ تصمیماتی که می‌گرفت، اطلاعات شخصی داشت، در مدل انواع پنهانی، او دربارهٔ ویژگی‌های ذاتی که نقشی در آن‌ها نداشته، اطلاعات دارد. تفاوت اصلی این مدل با مدل قبلی این است که کارگزار، پیش از پذیرش قرارداد اطلاعات شخصی دارد در حالی که در مدل قبلی، این عدم‌تقارن اطلاعاتی پس از بستن قرارداد وجود می‌داشت. در این مدل، کارگزار به دلیل داشتن اطلاعات بیشتر، در زمان بستن قرارداد در موقعیت بهتری نسبت به کارفرما قرار دارد. قراردادی که تمام مازاد گروه نوع بالا (گروهی که از یک قرارداد بیشتر نفع می‌برند) را جذب می‌کند، باعث می‌شود تا مازاد منفی، نصیب گروه با نوع پایین شود و در نتیجه آن‌ها قرارداد را نمی‌پذیرند. هدف کارفرما، طراحی قراردادی است که بیشترین مازاد را از کارگزاران استخراج کند.
به این منظور، کارفرما قرارداد را به شکل فهرستی تنظیم می‌کند که هر گزینهٔ آن گروه خاصی از کارگزاران را هدف قرار داده‌باشد. این فهرست گزینه‌ها، سود بیشتری را نسبت به قرارداد تک‌گزینه‌ای عاید کارفرما می‌کند؛ با این حال کارفرما همچنان نمی‌تواند تمام مازاد کارگزاران را جذب کند. چون نوع کارگزار برای کارفرما مخفی است، کارگزار می‌تواند گزینهٔ طراحی شده برای نوع دیگر را برگزیند و این توانایی باعث می‌شود که او همیشه مازاد مثبت کسب کند.

#### قیمت گذاری غیرخطی (تبعیض قیمتنوع دوم)
انحصارگری را در نظر می‌گیریم که کالا یا خدمتی را به مشتریان عرضه می‌کند که از ارزشی که مشتری بر روی آن می‌گذارد، بی‌اطلاع است؛ بنابراین برای جذب مازاد بیشتر، به جای اینکه مشتری اجازه داشته باشد هر مقداری را که می‌خواهد، در قیمت ثابت بخرد، با یک برنامهٔ قیمت غیرخطی مواجه می‌شود. برنامهٔ قیمت غیرخطی فهرستی از بسته‌هایی (به انگلیسی: Bundles) با اندازه‌ها و قیمت‌های متنوع است که در آن، معمولاً بسته‌های بزرگ‌تر قیمت واحد کمتری نسبت به بسته‌های کوچکتر دارند. برای مثال می‌توان نوشابه را در ۳ اندازهٔ ۸، ۱۲ و ۱۶ لیتری به ترتیب با قیمت‌های ۱٫۵، ۱٫۸ و ۲ دلار عرضه کرد. اگرچه بسته‌های حجیم‌تر در کل هزینهٔ بیشتری را به مشتری تحمیل می‌کنند امّا به ازای هر لیتر ارزان‌تر (برای کوچک ۱۸٫۷۵، برای متوسط ۱۵ و برای بزرگ ۱۲٫۵ سنت) هستند. اما مشتری نمی‌تواند هر میزان دلخواهی را انتخاب کند بلکه باید یکی از ۳ بسته را برگزیند.
مدلی را در نظر می‌گیریم که مازاد هر مصرف‌کننده از مصرف بستهٔ q واحدی کالا و پرداخت T واحد پول تعرفه، از رابطهٔ مقابل به‌دست می‌آید: {\displaystyle U=\theta v(q)-T} جملهٔ اول نشان‌دهندهٔ منفعت مصرف‌کننده از مصرف است. مصرف‌کننده، مصرف بیشتر را به کمتر ترجیح می‌دهد اما منفعت نهایی او نزولی است. همچنین {\displaystyle \theta } نشان‌دهندهٔ نوع مصرف‌کننده است؛ که می‌تواندبا احتمال {\displaystyle \beta }، بالا ({\displaystyle \theta _{H}}) یا با احتمال {\displaystyle 1-\beta }، پایین ({\displaystyle \theta _{L}})باشد. افراد گروه نوع بالا، بیش از افراد گروه نوع پایین از مصرف کالا لذت می‌برند؛ یعنی: {\displaystyle 0<\theta _{L}<\theta _{H}} . دلیل کسر T محاسبهٔ مازاد خالص است. همچنین برای سادگی فرض می‌کنیم که یک مصرف‌کننده در بازار وجود دارد.
انحصارگر هزینهٔ نهایی و متوسط c را متحمل می‌شود و سود او از فروش بسته q واحدی و کسب T واحد پولی تعرفهٔ کل برابر است با: {\displaystyle \pi =T-cq}

##### اطلاعات کامل
اگر انحصارگر پیش از پیشنهاد قرارداد، قادر به مشاهدهٔ نوع مصرف‌کننده بود؛ q و T را طوری انتخاب می‌کرد که سودش را با توجه به قید {\displaystyle \pi =T-cq} و قید مشارکت (پذیرش قرارداد از سوی مصرف‌کنند) حداکثر سازد. اگر مصرف‌کننده قرارداد را رد کند مطلوبیت صفر عایدش می‌شود بنابراین قید مشارکت مطابق رابطهٔ روبرو می‌شود: {\displaystyle \theta v(q)-T>=0} . بالاترین T (انتخاب انحصارگر) که در این رابطه صدق می‌کند، {\displaystyle \theta v(q)=T} است که با جایگذاری در رابطهٔ سود انحصار گر به‌دست می‌آید: {\displaystyle \theta v(q)-cq} با شرط مرتبهٔ اول و مرتب کردن روابط، شرط مقدار به‌دست می‌آید: {\displaystyle \theta v^{'}(q)=c}
این رابطه بیان می‌کند که در حالتی که انحصارگر نوع مصرف‌کننده را پیش از پیشنهاد قرارداد بداند، منفعت نهایی اجتماعی (منفعت نهایی شخصی مصرف‌کننده) برابر خواهد شد با هزینهٔ نهایی اجتماعی (هزینهٔ نهایی انحصارگر). تعرفه‌ها طوری تعیین می‌شوند تا همهٔ مازاد تمام انواع استخراج شود.

##### انواع پنهانی
حال فرض می‌کنیم انحصارگر در هنگام پیشنهاد قرارداد، نتواند نوع کارگزار را مشاهده کند و تنها چیزی که می‌داند توزیع ({\displaystyle \theta =\theta _{H}} با احتمال {\displaystyle \beta } و {\displaystyle \theta =\theta _{L}} با احتمال {\displaystyle 1-\beta }) باشد.

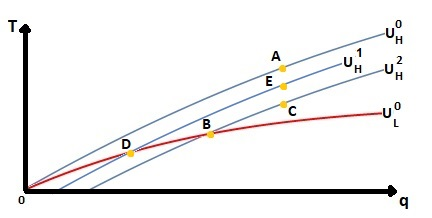
انواع پنهانی-قیمت‌گذاری غیرخطی

همان‌طور که در شکل پیداست، از آنجا که نوع بالا، به جای انتخاب بستهٔ تعیین‌شده برای خود (A)، با انتخاب بستهٔ تعیین‌شده برای نوع پایین(B)، می‌تواند به مطلوبیت بیشتری دست یابد (حرکت از منحنی بی‌تفاوتی {\displaystyle U_{H}^{0}} به {\displaystyle U_{H}^{2}})، قرارداد قبلی دیگر مؤثر نخواهد بود و بنابراین وجود انواع پنهانی می‌تواند منجر به کژگزینی شود. به عبارت دیگر برای نوع بالا، در انتخاب A دیگر، سازگاری انگیزه وجود ندارد. برای منصرف کردن نوع بالا از انتخاب B، انحصارگر می‌بایست تعرفهٔ نوع بالا را کاهش دهد و به جای پیشنهاد C ,A را پیشنهاد دهد.
کاهش تعرفهٔ نوع بالا، باعث کاهش شدید سود انتظاری انحصارگر می‌شود. درحالی که انحصارگر می‌تواند کاری بهتر از پیشنهاد دادن فهرست قراردادهای (B,C) انجام دهد: او می‌تواند مقدار بستهٔ نوع پایین را کاهش دهد (و همزمان تعرفه را نیز کاهش دهد تا نوع پایین قرارداد را همچنان بپذیرد و روی منحنی بی‌تفاوتی {\displaystyle U_{L}^{0}} باقی بماند) و بستهٔ D را به جای B پیشنهاد دهد. نوع بالا مطلوبیت کمتری نسبت به B از بستهٔ D (مطلوبیت متناظر با منحنی بی‌تفاوتی {\displaystyle U_{H}^{1}} کمتر از مطلوبیت متناظر با منحنی بی‌تفاوتی {\displaystyle U_{H}^{2}} است) کسب می‌کند. برای جلوگیری از اینکه نوع بالا D را برگزیند، کافی است انحصارگر تنها به اندازهٔ فاصلهٔ A و E تعرفه را کاهش دهد (به‌جای کاهش تا C).
در مقایسه با (B,C)، فهرست قرارداد (D,E) بین کاهش مقدار نوع پایین (حرکت از B به D و از بین بردن مقداری از مازاد اجتماعی) و افزایش در تعرفهٔ گرفته‌شده از نوع بالا (حرکت از C به E) بده‌بستان انجام می‌دهد.
به بیان دقیق‌تر، در این فهرست قرارداد، هدف ({\displaystyle q_{H},T_{H}}) نوع بالا و هدف ({\displaystyle q_{L},T_{L}}) نوع پایین است. قرارداد سود انتظاری انحصارگر یعنی {\displaystyle \beta (T_{H}-cq_{H})+(1-\beta )(T_{L}-cq_{L})}را با رعایت چهار قید زیر، حداکثر می‌سازد،:
1. {\displaystyle \theta _{L}v(q_{L})-T_{L}>=0}
2. {\displaystyle \theta _{H}v(q_{H})-T_{H}>=0}
3. {\displaystyle \theta _{L}v(q_{L})-T_{L}>=\theta _{L}v(q_{H})-T_{H}}
4. {\displaystyle \theta _{H}v(q_{H})-T_{H}>=\theta _{H}v(q_{L})-T_{L}}

دو قید اول، قیود مشارکت انواع پایین و بالا هستند و نشان‌دهندهٔ این هستند که آن‌ها به‌جای صرف‌نظرکردن از کالای انحصارگر، قرارداد را می‌پذیرند. دو قید آخر، قیود سازگاری انگیزه هستند که نشان‌دهندهٔ انتخاب بستهٔ تعیین شده برای هر نوع، توسط همان نوع، هستند. تنها دو قید در تعیین جواب نقش دارند. مهم‌ترین قید آن است که مانع از انتخاب بستهٔ تعیین‌شده برای نوع پایین، توسط نوع بالا می‌شود (این همان قید ۴ یا همان قید سازگاری انگیزهٔ نوع بالا است). قید دیگر، آن است که نوع پایین را بر روی منحنی بی‌تفاوتی خود ({\displaystyle U_{L}^{0}}) نگه می‌دارد تا قرارداد را رد نکند (این همان قید ۱ یا قید مشارکت برای نوع پایین است). بنابراین قیود ۱ و ۴ با تساوی برقرار خواهند بود.
همان‌طور که از شکل نیز هویداست، دو قید دیگر قابل اغماض هستند. بستهٔ گروه نوع بالا (E)، آن گروه را، روی منحنی بی‌تفاوتی بالاتری ({\displaystyle U_{H}^{1}}) نسبت به حالت عدم پذیرش قرارداد ({\displaystyle U_{H}^{0}}) قرار می‌دهد؛ در نتیجه، چشم‌پوشی از قید مشارکت نوع بالا (قید ۲) ممکن است. همچنین در صورتی که نوع پایین، بستهٔ نوع بالا (E) را به جای بستهٔ خود (D) برگزیند، روی منحنی بی‌تفاوتی پایین‌تری قرار خواهد گرفت که در نتیجه قید سازگاری انگیزهٔ نوع پایین (قید ۳) نیز قابل اغماض خواهد بود.
اگر قیود ۱ و ۴ را با تساوی لحاظ کنیم با استفاده از آن‌ها برای حل TL و TH خواهیم داشت:
{\displaystyle T_{L}=\theta _{L}v(q_{L})} و{\displaystyle T_{H}=\theta _{H}[v(q_{H})-v(q_{L})]+\theta _{L}v(q_{L})} با جایگذاری این عبارت‌ها در تابع هدف انحصارگر، مسئلهٔ پیچیده بیشینه‌سازی بالا که دارای ۴ قید نامساوی بود، به مسئلهٔ نامقید زیر تبدیل می‌شود که {\displaystyle q_{L}} و {\displaystyle q_{H}} را بدست می‌دهد. {\displaystyle \beta [\theta _{H}[v(q_{H})-v(q_{L})]+\theta _{L}v(q_{L})-cq_{H}]+(1-\beta )[\theta _{L}v(q_{L})-cq_{L}]}
مقدار نوع پایین، شرط مرتبهٔ اول را نسبت به {\displaystyle q_{L}} ارضا می‌کند: {\displaystyle \theta _{L}v^{'}(q_{L}^{*})}  = {\displaystyle c+\beta (\theta _{H}-\theta _{L})v^{'}(q_{L}^{*})/(1-\beta )}
به وضوح جملهٔ آخر مثبت است، یعنی این معادله بیان می‌کند که رابطه  {\displaystyle \theta _{L}v^{'}(q_{L}^{*})}> c برقرار است در حالی که در حالت اطلاعات کامل، چون v(q) مقعر است، رابطه  {\displaystyle \theta _{L}v^{'}(q_{L}^{*})=c} برقرار بود. مشاهده می‌کنیم که مقدار q برای انواع پنهانی کم‌تر از مقدار آن در حالت اطلاعات کامل است و تحلیل از روی شکل که نشان‌دهنده کاهش مقدار نوع پایین (با هدف استخراج مازاد از نوع بالا) است، این موضوع را تأیید می‌کند. مقدار نوع بالا شرط مرتبهٔ اول حداکثرسازی سود انتظاری انحصارگر نسبت به {\displaystyle q_{H}} را ارضا می‌کند: {\displaystyle q_{H}v^{'}(q_{H}^{*})=c} این شرط همان شرط حالت اطلاعات کامل است و بیان می‌کند که در حالت انواع پنهانی، هیچ برهم‌زدنی (به انگلیسی: Distortion) در مقدار نوع بالا به‌وجود نمی‌آید. دلیل آن هم این است که هیچ نوعی بالاتر از نوع بالا وجود ندارد تا مازاد آن نوع استخراج شود. این نتیجه که به بالاترین نوع، قرارداد بهینه پیشنهاد می‌شود، عدم وجود برهم‌زدن در قلّه نامیده می‌شود. میزان برهم‌زدن (کاهش) مقدار نوع پایین به احتمال‌های وقوع، یا به فراوانی نسبی دو نوع در مدل با چند مصرف‌کننده، بستگی دارد. اگر تعداد زیادی نوع پایین وجود داشته‌باشد ({\displaystyle \beta } پایین باشد) انحصارگر تمایلی به کاهش زیاد مقدار نوع پایین نخواهد داشت زیرا ضرر این کاهش چشمگیر خواهد بود و تعداد نوع بالا آنقدر زیاد نخواهد بود که بتوان مازاد قابل توجه‌ای را استخراج کرد. هرچه تعداد نوع بالا بیشتر باشد ({\displaystyle \beta } بالا باشد) تمایل انحصارگر برای برهم‌زدن بیشتر خواهد بود. در واقع اگر به تعداد کافی نوع بالا وجود داشته‌باشد، ممکن است انحصارگر اصلاً به انواع پایین خدمتی ارائه ندهد و فقط یک بسته را که نوع بالا آن را خواهد خرید، ارائه دهد؛ با این کار نوع بالا تنها با یک گزینه مواجه خواهد بود و در نتیجه، انحصارگر اجازه پیدا می‌کند تا تمام مازاد را از آن استخراج کند.